# خوان کروز ویلگرا
خوان کروز ویلگرا (انگلیسی: Juan Cruz Villagra؛ زادهٔ ۳ ژانویهٔ ۲۰۰۰) بازیکن فوتبال است.